# Cabo Nombre
El cabo Nombre es un accidente geográfico situado en el mar Argentino del océano Atlántico, en el sector nordeste de la isla Grande de Tierra del Fuego, en la región austral de América del Sur. Pertenece al departamento Río Grande, de la provincia de Tierra del Fuego, Antártida e Islas del Atlántico Sur en el sur de la Patagonia argentina.   

## Descripción geográfica
El cabo Nombre, al igual que el cabo del Espíritu Santo, es una punta intermedia de un cordón litoral de altas barrancas que nace en la chilena punta Catalina por el norte (en pleno Estrecho de Magallanes) y remata por el sur en la punta de Arenas, extremo austral de la larga península El Páramo, una extensa lengua de cantos rodados. Se encuentra localizado en las coordenadas: 52°57′4.30″S 68°17′16.55″O / -52.9511944, -68.2879306.   
Esta punta posee costas barrancosas (con alturas de alrededor de 90 metros), con playas arenosas y limosas, con abundantes guijarros, bañadas por las aguas abiertas del mar Argentino del océano Atlántico. Es el extremo oriental de la sierra de San Sebastián, la cual nace en territorio chileno. 
Características climáticas
Es una zona de las más ventosas del planeta, con vientos fuertes que soplan durante todo el año, más aún durante la primavera, principalmente del cuadrante oeste y sudoeste, pudiendo superar los 100 km/h.
El clima es semiárido, con una temperatura media anual de unos 5,5 °C, las precipitaciones anuales (uniformemente distribuidas) rondan los 300 mm, siendo las invernales en forma de nieve. En la clasificación de Papadakis se lo incluye en el clima estépico de «pradera patagónica», muy favorable para la producción de pasto y para la ganadería ovina.
Características oceanográficas
Las amplitudes de marea son notables en el área, llegando a máximos de varios metros.
Características biológicas
Este cabo es el extremo norte de la reserva Costa Atlántica, incluida en la red hemisférica de reservas para aves playeras (RHRAP) con la categoría de «reserva hemisférica».
Además de contar con la presencia de especies de aves marinas costeras, sus playas sirven como estación de descanso y alimentación en el verano austral para las enormes migraciones que llegan allí todos los años de aves limícolas neárticas, como son los chorlos y playeros de las familias escolopácidos y carádridos, destacando los porcentajes poblacionales de la población americana del playero rojizo (Calidris canutus), de la población sudamericana de la becasa de mar (Limosa haemastica), de la población atlántica del playerito rabadilla blanca (Calidris fuscicollis), y de las poblaciones americanas del playero blanco (Calidris alba), del playero trinador (Numenius phaeopus), del vuelvepiedras (Arenaria interpres), etc.
Fitogeográficamente se encuentra en la región de las estepas magallánicas del sector norte de la isla Grande, pertenecientes al distrito fitogeográfico patagónico fueguino de la provincia fitogeográfica patagónica.
Ecorregionalmente pertenece a la ecorregión terrestre pastizales patagónicos, mientras que sus aguas oceánicas se incluyen en la ecorregión marina plataforma patagónica.

## Historia
Primitivos habitantes

Los originales pobladores de este cabo eran amerindios de la etnia selknam, los que fueron exterminados a principios del siglo XX.
Colonización occidental del área
En sus proximidades, hacia el sudoeste, se encuentra la mina María, de oro. La región era un importante lavadero aurífero, perteneciente al «distrito minero de Cabo Nombre y Espíritu Santo».
En marzo de 1889, el navío británico H. M. S. Champion recorrió las costa de esta región, y refiriéndose a este cabo indicó: 

«… que nativos del lugar fueron vistos en la mayoría de las partes de la costa como también algunos europeos que participan en la minería de oro a la altura de Cabo Nombre, a unas 10 millas al norte de la Bahía de San Sebastián, donde había varios edificios y un mástil que enarbola la bandera Argentina.».

## Acceso
Se encuentra en tierras pertenecientes a la sección «Baños» del establecimiento de ovinocultura «Estancia Río Cullén». Se accede desde la ruta nacional 3, de la que dista 9 km, mediante una senda de tierra que parte hacia el este.      